# Joëlle Mélin
Joëlle Mélin (ur. 26 marca 1950 w Wersalu) – francuska polityk, lekarka i samorządowiec, działaczka Frontu Narodowego, posłanka do Parlamentu Europejskiego VIII i IX kadencji, deputowana krajowa.

## Życiorys
Ukończyła szkołę średnią Lycée La Bruyère w Wersal, a w 1975 studia medyczne na Université d’Aix-Marseille II. Pracowała w różnych jednostkach służby zdrowia, specjalizując się w medycynie rodzinnej i rehabilitacji. Była też zatrudniona w szpitalach wojskowych, udzielała się także jako biegły sądowy. Przystąpiła do Frontu Narodowego, została bliską współpracowniczką Jeana-Marie Le Pena (m.in. pełniła funkcję doradcy w kampaniach prezydenckich w 2002 i 2007), następnie Marine Le Pen. W 1998, 2004 i 2010 wybierana z ramienia FN do rady regionu Prowansja-Alpy-Lazurowe Wybrzeże. Później została wybrana na radną gminy Aubagne.
W 2014 Joëlle Mélin uzyskała mandat eurodeputowanej VIII kadencji. W 2019 z powodzeniem ubiegała się o reelekcję. W 2022 została natomiast wybrana w skład Zgromadzenia Narodowego (utrzymała mandat także w 2024).